# Maryse Perreault
Maryse Perreault (* 4. Juni 1964 in Windsor, Québec) ist eine ehemalige kanadische Shorttrackerin. 1982 wurde sie Weltmeisterin im Mehrkampf, zudem holte sie neun WM-Goldmedaillen mit der Staffel.

## Werdegang
Maryse Perreault wuchs mit vier Geschwistern auf. Sie begann im Alter von elf Jahren mit dem Eislaufen beim Club de patinage de vitesse de Sherbrooke (Eisschnelllaufclub Sherbrooke). Ihr Bruder Sylvain und ihre jüngere Schwester Annie trainierten ebenfalls in dem Verein, ihr Vater war über mehrere Jahre dessen Präsident. Schnell gelangen Maryse Perreault als Nachwuchsathletin erste Erfolge auf der Ebene der Provinz Québec. 1980 wurde sie nordamerikanische Juniorenmeisterin in der jungen Eisschnelllaufdisziplin Shorttrack, ein Jahr später nahm sie erstmals an den Shorttrack-Weltmeisterschaften teil und belegte im Mehrkampf beim Sieg der Japanerin Miyoshi Katō den vierten Rang. Zudem entschieden die Kanadierinnen das Staffelrennen für sich und begannen damit eine nahezu ununterbrochen bis in die 1990er-Jahre reichende Siegesserie: Zwischen 1981 und 1990 gewann die kanadische Auswahl (jeweils mit Maryse Perreault) neun WM-Goldmedaillen und einmal – 1985 hinter Japan – Silber.
Bei der WM 1982 in Moncton war Perreault Streckenschnellste über 1500 Meter und 1000 Meter sowie Zweite über 500 Meter und 3000 Meter. Mit 16 von 20 möglichen Punkten entschied sie die Gesamtwertung vor ihren Teamkolleginnen Louise Begin und Sylvie Daigle für sich. Sie wurde damit im Alter von 17 Jahren die dritte kanadische Shorttrack-Weltmeisterin im Mehrkampf. In den folgenden Jahren erreichte Perreault mehrere vordere Platzierungen im Gesamtklassement und gewann drei weitere Medaillen – Bronze 1983 in Tokio sowie Silber 1986 in Chamonix und 1989 in Solihull. Bei der Winter-Universiade 1985 stand sie dreimal auf dem Podest: In Belluno holte sie Gold mit der Staffel, Silber über 1500 Meter und Bronze über 500 Meter. Außerdem nahm Perreault an den Olympischen Winterspielen 1988 in Calgary teil, wo Shorttrack erstmals als Demonstrationssportart Teil des olympischen Programms war. Sie qualifizierte sich über 1000 Meter für das Finale und lag dort kurz vor dem Ziel auf dem zweiten Rang, kam aber wegen einer Behinderung durch die Chinesin Li Jinyan zu Fall. Am Ende belegte sie den fünften Rang auf dieser Strecke. Mit der Staffel wurde sie Dritte.
Im November 1990 erklärte Perreault mit 26 Jahren das Ende ihrer aktiven Shorttracklaufbahn. Vorangegangen waren Auseinandersetzungen mit dem kanadischen Betreuerteam um Cheftrainer Yves Nadeau. Nadeau hatte sie aus der Nationalmannschaft suspendiert und den Schritt damit begründet, sie sei zu selten zu Trainingslagern erschienen. Perreault sagte anlässlich ihres Rücktritts, sie sehe Nadeau und seinen Assistenten Guy Daignault als nicht hinreichend kompetent für ihre Position an und fühle sich von ihnen schikaniert. 2005 bedauerte sie gegenüber der Sherbrooker Lokalzeitung rückblickend das frühe Karriereende und sprach von einer impulsiven Entscheidung. Nach ihrem Rücktritt blieb sie dem Sport weiterhin verbunden: 1992 gründete sie in dem Sherbrooker Ortsteil Rock Forest eine eigene Eislaufschule, zu deren bekanntesten Schülern die späteren Eishockeyprofis Christian Dubé und Stéphane Robidas zählten. Im Vorfeld der Olympischen Winterspiele 1998 übernahm Maryse Perreault zudem das Training ihrer Schwester Annie, die bei den Wettkämpfen in Nagano 500-Meter-Olympiasiegerin wurde.
Perreault ist mit dem Sportjournalisten Steve Vermette verheiratet und hat mit ihm drei Töchter. 1990 wurde sie in die Speed Skating Canada Hall of Fame aufgenommen, 1992 in die Canadian Olympic Hall of Fame.